# Râul Săndulești
Râul Săndulești, sau Pârâul Sândului, în trecut Râul Peșeleului (în maghiară Szindipatak, Hugyospatak sau Peselöpatak) este un afluent de stânga al râului Arieș. Pe harta oficială a municipiului, publicată de Primăria Turda, poartă numele de Pârâul Sândului.
Pe site-ul primăriei comunei Săndulești poartă numele de Pârâul Săndulești.

## Descriere
Valea Săndulești se formează la câteva sute de metri vest de satul Săndulești, prin unirea pâraielor Zisok (Valea Sândului Mic) și Chereborz (Kerekborza, Valea Sândului Mare). Valea Sândului Mic și Valea Sândului Mare au un traseu scurt, izvorând la poalele Dealului Săndulești, între cariera de calcar și Cheile Turzii.
Pârâul Buna este un afluent de stânga.
Înainte de intrarea în Turda (unde se varsă în Arieș), valea curge între Dealul Viilor (Dealul Cetății) la nord și Dealul Zânelor la sud.
În intravilanul orașului Turda, Valea Săndulești este traversată de 4 poduri pe str. Săndulești si de alte 3 poduri aflate pe străzile: Alba Iulia, Ana Ipătescu și Miron Costin. Pe teritoriul orașului are o lungime de cca 1 km.

## Galerie de imagini

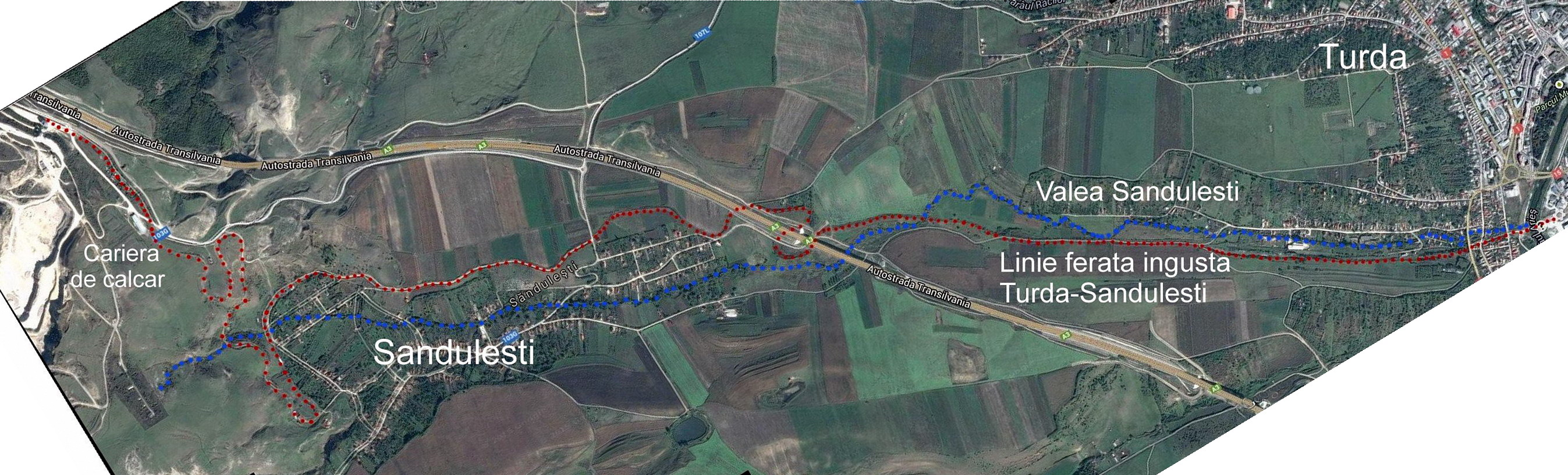
Valea Săndulești (albastru) și fosta linie ferată industrială îngustă Săndulești-Turda (roșu)
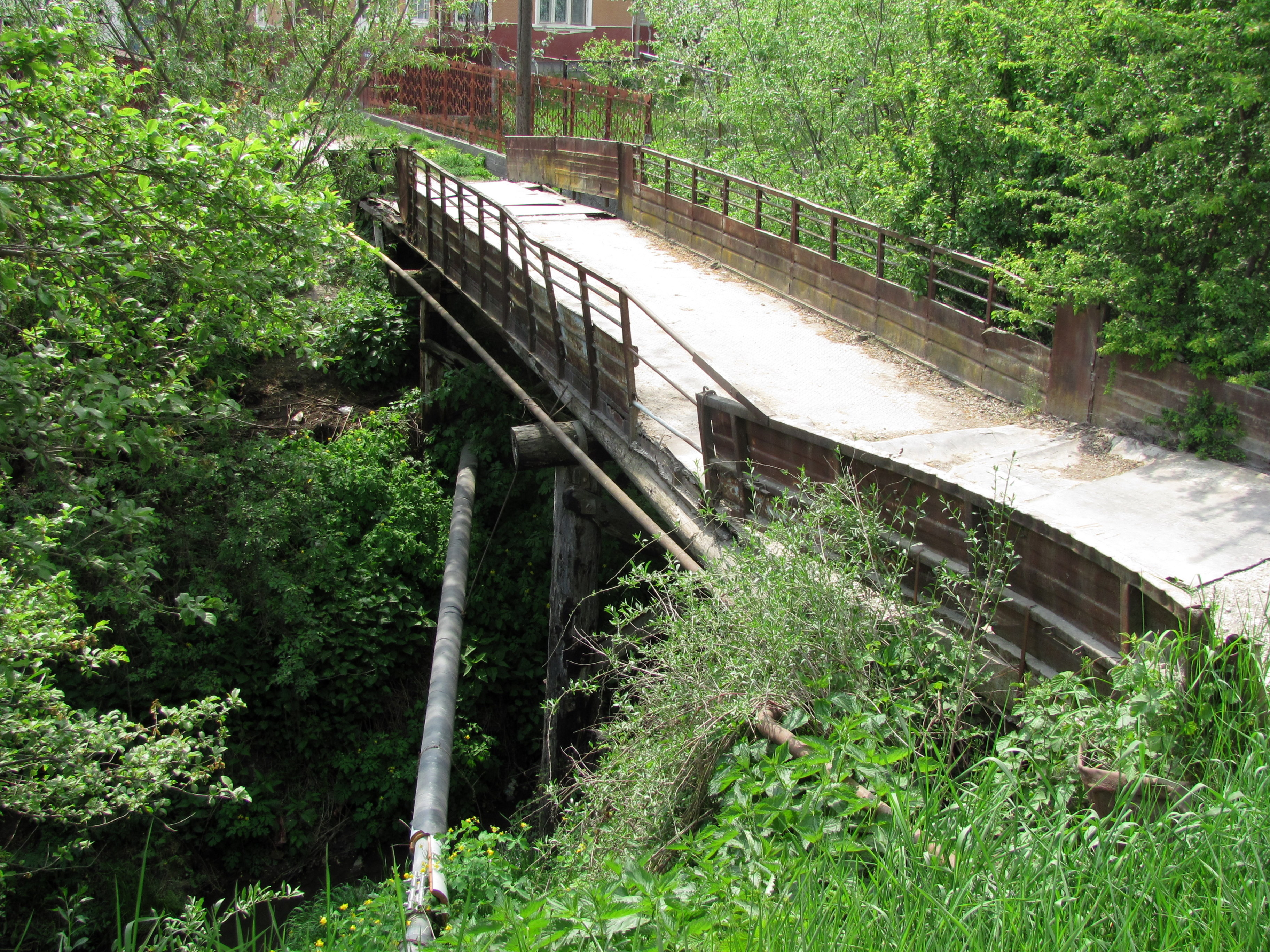
Pod peste Pârâul Sândului
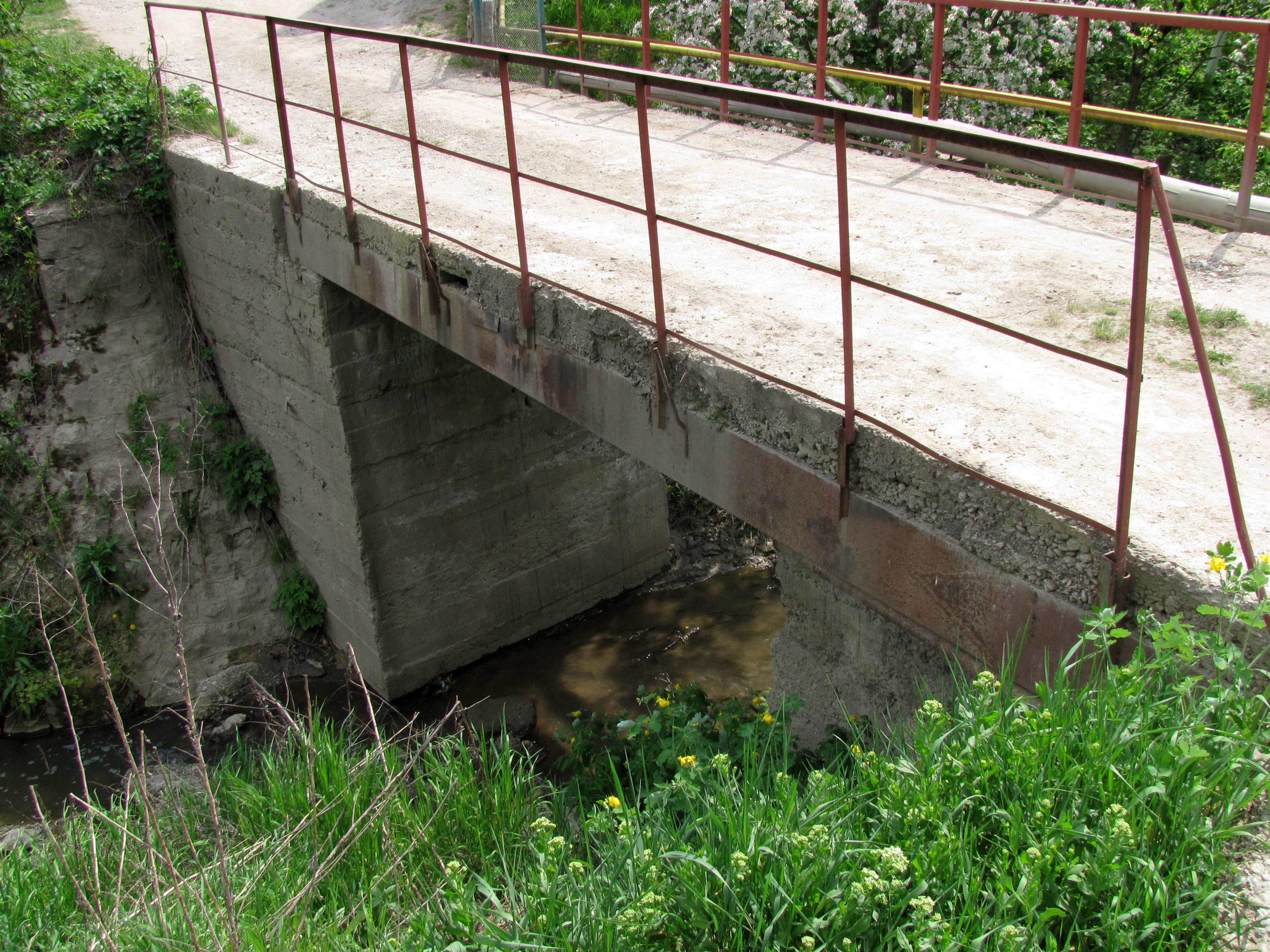
Pod peste Pârâul Sândului
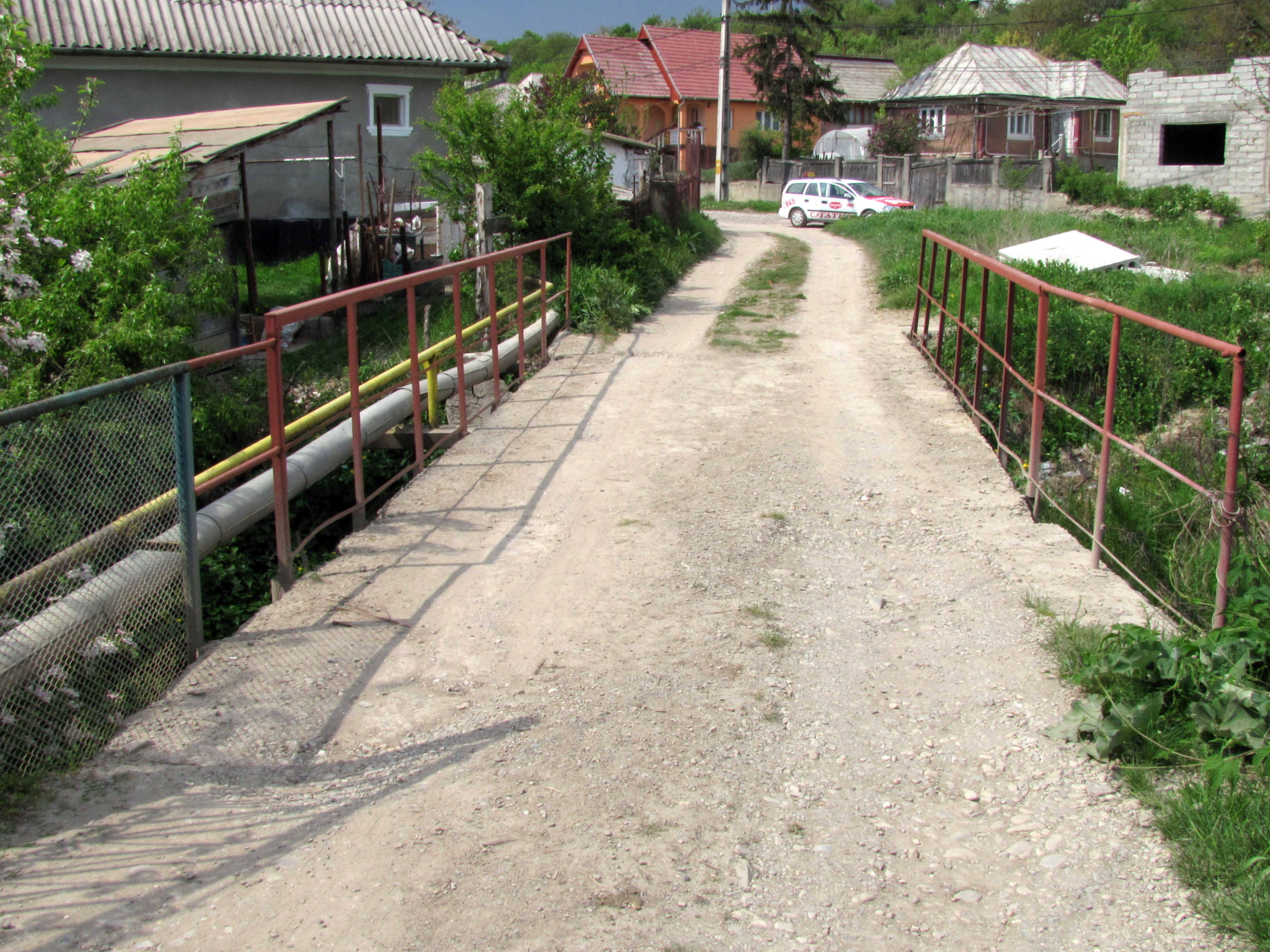
Pod peste Pârâul Sândului
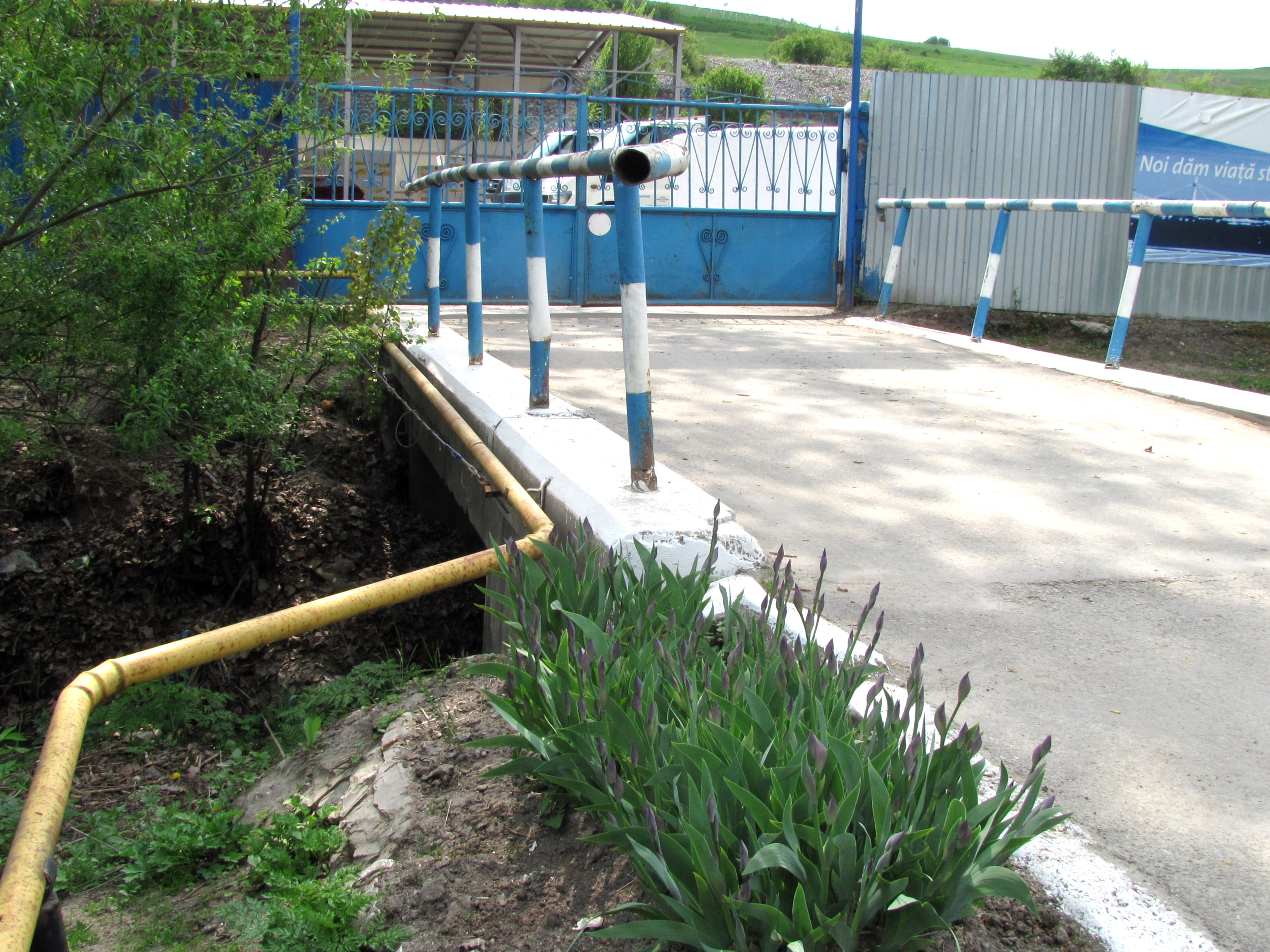
Pod peste Pârâul Sândului
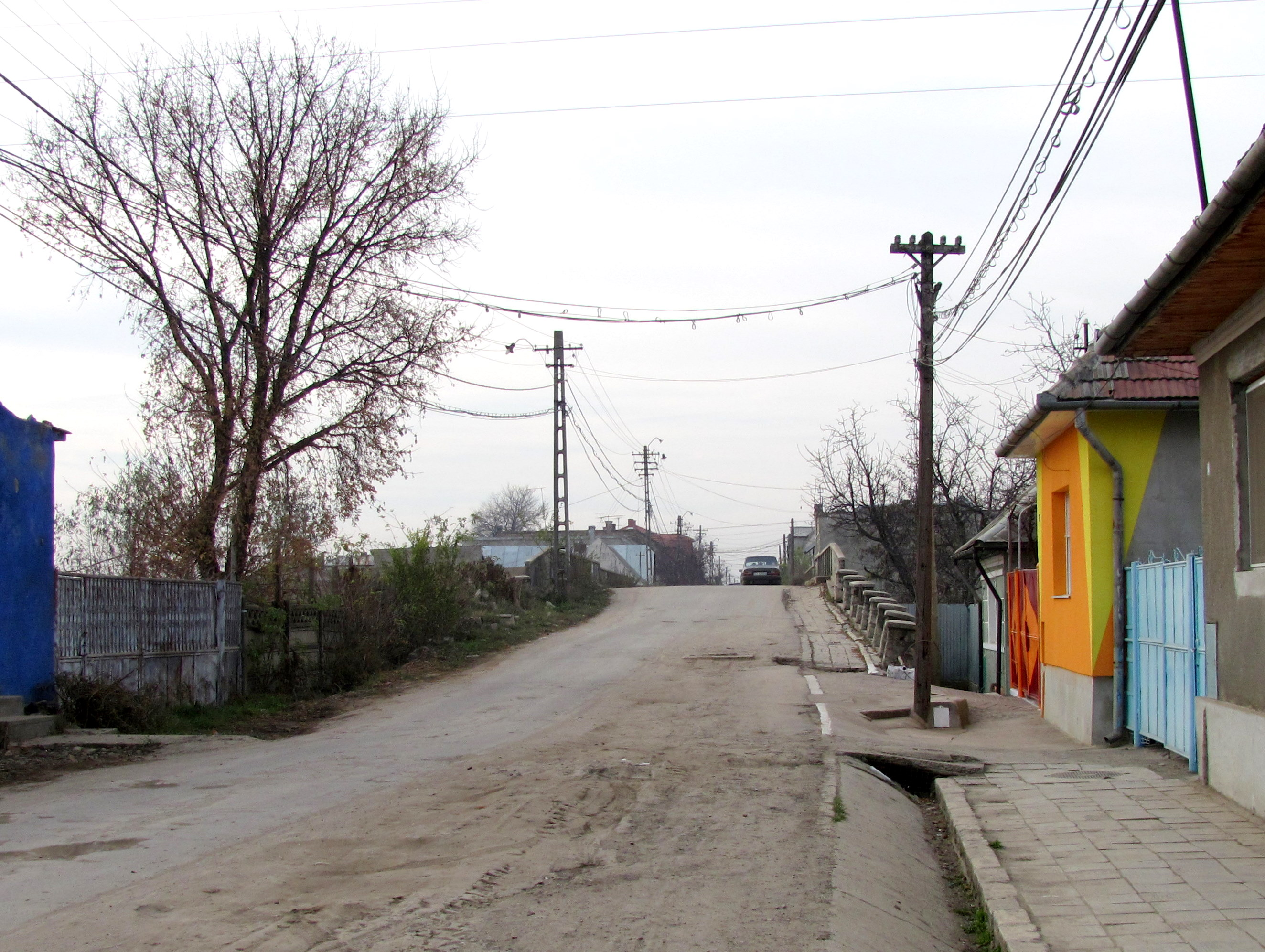
Pod peste Pârâul Sândului și str. Miron Costin
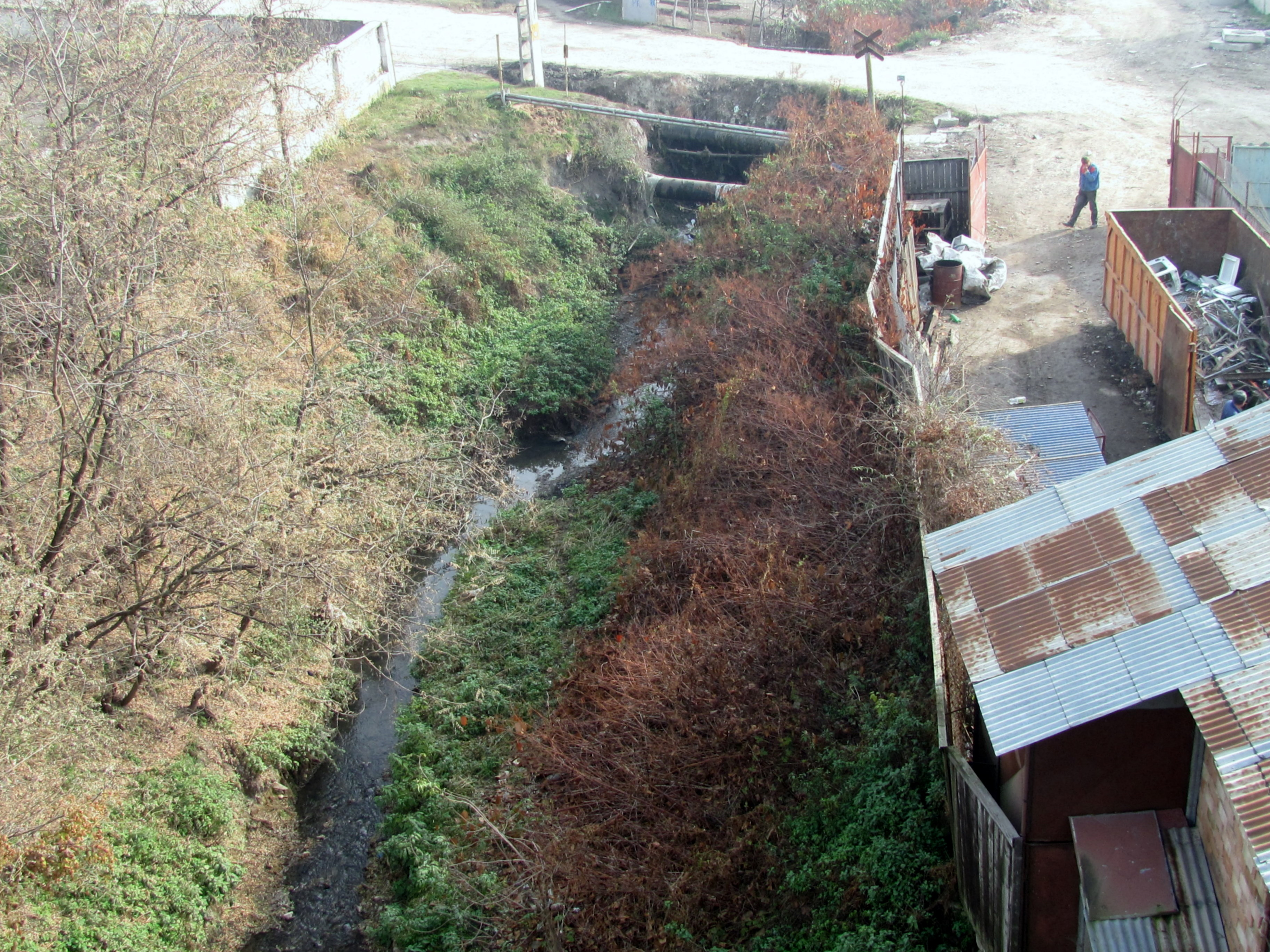
Pârâul Sândului pod și str. A.Ipătescu
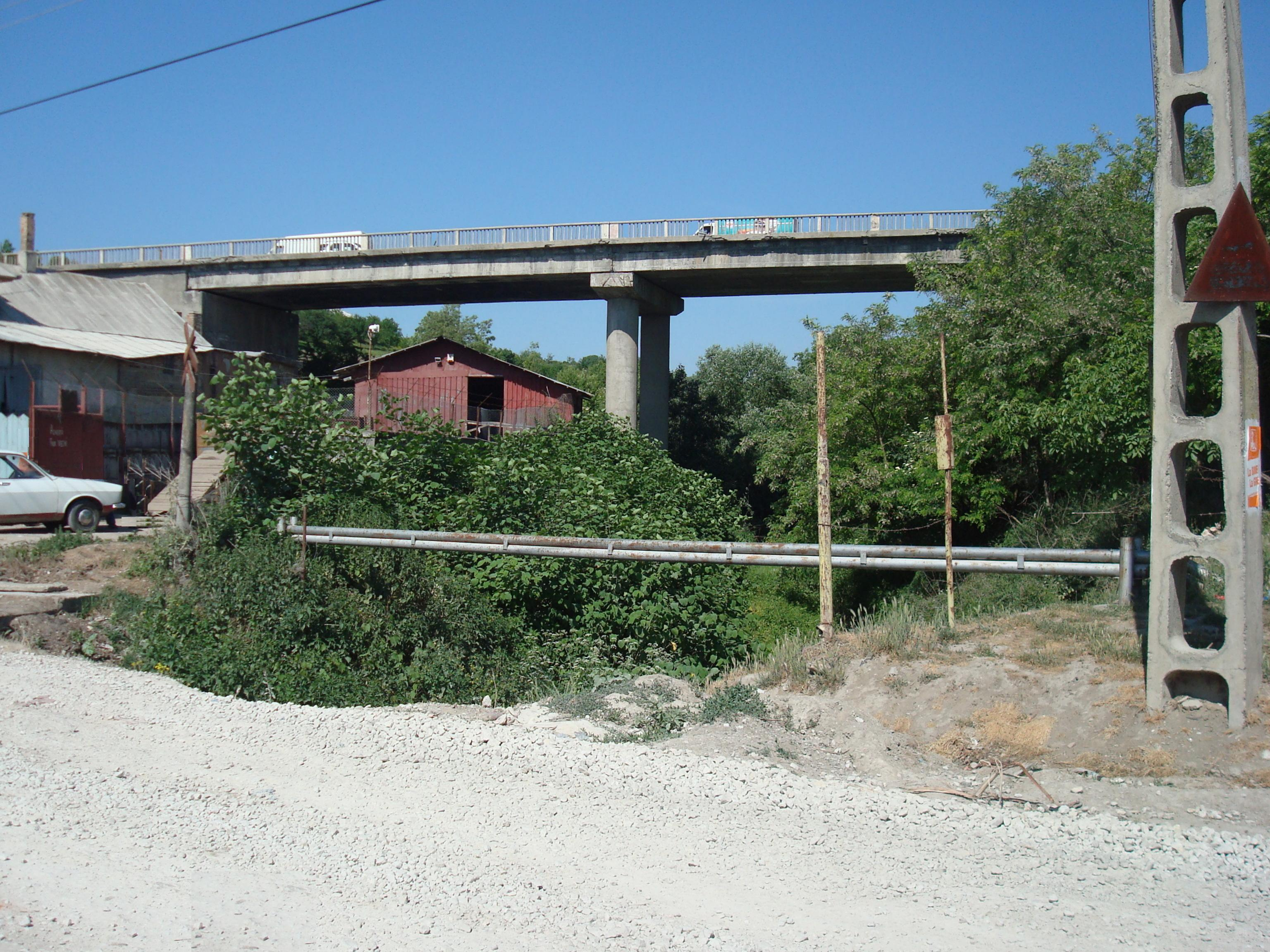
Pârâul Sândului pod și str. A.Iulia
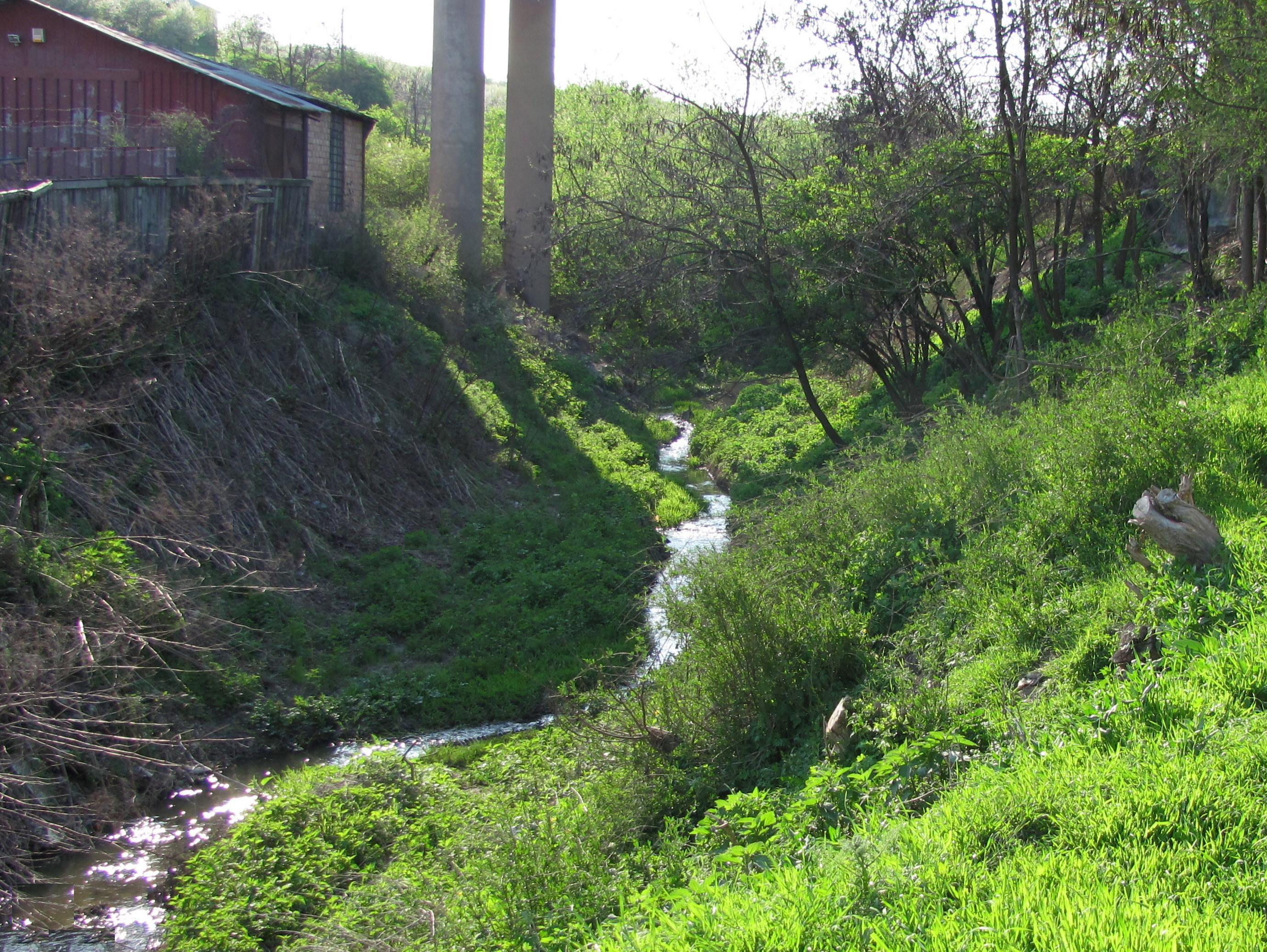
Pârâul Sândului zona str. Ana Ipătescu
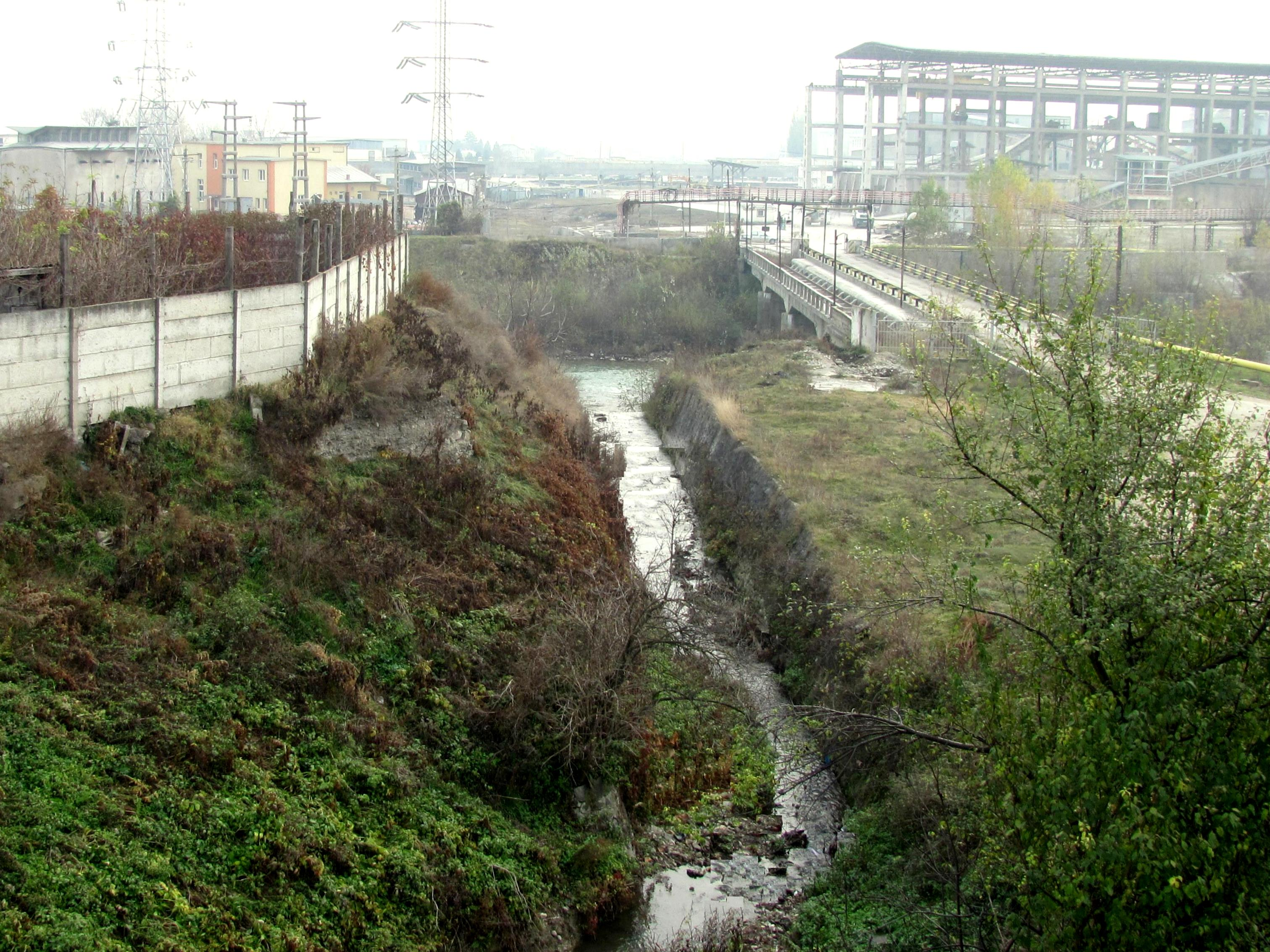
Pârâul Sândului la vărsare în râul Aries